# Mohamed Khalil Mansouri
Pour les articles homonymes, voir Mansouri.
Mohamed Khalil Mansouri, né le 25 décembre 1997, est un rameur d'aviron tunisien.

## Carrière
Aux championnats d'Afrique 2014, Mohamed Khalil Mansouri remporte la médaille d'or en quatre de couple junior.
Mohamed Khalil Mansouri est médaillé d'argent en deux de couple poids légers, en deux de couple des moins de 23 ans et en deux de couple poids légers des moins de 23 ans avec Skander Cherni aux championnats d'Afrique 2017.
Il remporte la médaille d'argent en skiff et la médaille de bronze en deux de couple mixte avec Sarra Zammali aux Jeux africains de plage de 2019 à Sal. Il est médaillé d'or en skiff sprint poids légers et médaillé de bronze en skiff poids légers aux Jeux africains de 2019. Aux Jeux méditerranéens de plage de 2019 à Patras, il obtient la médaille d'argent en skiff.
Aux championnats d'Afrique 2019 à Tunis, il est médaillé d'or en deux de couple poids légers avec Ghaith Kadri et médaillé d'argent en skiff poids légers, dans la catégorie senior et dans la catégorie des moins de 23 ans.
Aux championnats d'Afrique 2023 à Tunis, il est médaillé d'argent en deux de couple poids légers avec Ghaith Kadri.